# Licking
Licking és una població dels Estats Units a l'estat de Missouri. Segons el cens del 2000 tenia 1.471 habitants.

## Demografia
Segons el cens del 2000, Licking tenia 1.471 habitants, 647 habitatges, i 390 famílies. La densitat de població era de 326,4 habitants per km².
Dels 647 habitatges en un 26,6% hi vivien nens de menys de 18 anys, en un 42,8% hi vivien parelles casades, en un 13,6% dones solteres, i en un 39,7% no eren unitats familiars. En el 37,1% dels habitatges hi vivien persones soles el 23,5% de les quals corresponia a persones de 65 anys o més que vivien soles. El nombre mitjà de persones vivint en cada habitatge era de 2,19 i el nombre mitjà de persones que vivien en cada família era de 2,85.
Per edats la població es repartia de la següent manera: un 22,7% tenia menys de 18 anys, un 8,8% entre 18 i 24, un 22,4% entre 25 i 44, un 20,1% de 45 a 60 i un 26% 65 anys o més.
L'edat mediana era de 41 anys. Per cada 100 dones de 18 o més anys hi havia 76,3 homes.
La renda mediana per habitatge era de 17.576 $ i la renda mediana per família de 25.625 $. Els homes tenien una renda mediana de 24.643 $ mentre que les dones 17.153 $. La renda per capita de la població era de 12.802 $. Entorn del 20,1% de les famílies i el 25,5% de la població estaven per davall del llindar de pobresa.

## Poblacions més properes
El següent diagrama mostra les poblacions més properes.